# Edburga van Winchester

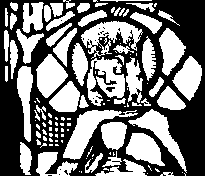
Edburga van Winchester.

Edburga van Winchester (overleden op 15 juni 960) was een Engelse prinses uit het huis Wessex.

## Levensloop
Edburga was een dochter van koning Eduard de Oudere van Engeland uit diens derde huwelijk met Eadgifu van Kent. Volgens hagiograaf Osbert de Clare werd ze op driejarige leeftijd aan St Mary's Abbey in Winchester toevertrouwd, als offer om de stichting van het klooster door koningin-moeder Ealhswith te herdenken. In het klooster werd Edburga opgevoed, bleef ze als zuster en stierf ze waarschijnlijk voor haar veertigste. Er is weinig contemporaine informatie over Edburga voorhanden, behalve een oorkonde uit 939 waarin vermeld wordt dat ze landerijen schonk aan het dorp Droxford.
Na haar dood ontstond er een cultus rond haar, die in de 13e en 14e eeuw aangewakkerd werd door de hagiografie van Osbert de Clare. In de vroege jaren 970 werd ze voor het eerst vermeld in het Salisbury Psalter en in 972 werden sommige van haar lichamelijke resten overgebracht naar de Abdij van Pershore. Haar herdenkingsdag als heilige valt op 15 juni.